# Эмерсон, Дуглас
Дуглас Эмерсон (англ. Douglas Emerson; 5 октября 1974 года) — американский актёр, известный по ролям Скотта Скэнлона в сериале «Беверли-Хиллз, 90210» и Эдди Брекнера в фильме «Капля».

## Карьера актёра
Дуглас Эмерсон родился 5 октября 1974 года. У актёра были два старших брата, один из которых, Куртис, умер во сне, а второй, Кит, покончил с собой — они оба служили в воздушных войсках; также у Дугласа есть две сестры, Уэнди и Рейчел, и младший брат Тоби.
Актёр снялся во многих фильмах и сериалах в небольших ролях — у некоторых персонажей даже не было имени — но известность пришла к Дугласу после появления на экранах США в роли чудаковатого Скотта Скэнлона, лучшего друга Дэвида Сильвера в шоу «Беверли-Хиллз, 90210». Актёр входил в основной состав первого сезона шоу, а во второй сезон создатели вернули его в качестве приглашённой звезды. Персонаж Скотта был выведен из сериала весьма трагическим способом — он погибает в результате несчастного случая, случайно застрелив себя из пистолета.

## Уход из кино
Не окончив учёбу в Университете Пеппердайн, где он познакомился со своей будущей женой, Эмерсон вступил в Военно-воздушные силы США. К 2002 году Дуглас дослужился до звания старшего сержанта, работал на базе «Holloman AFB» в Нью-Мексико. Участвовал во многих операциях на Среднем Востоке, получил множество наград. В 2003 году он покинул армию и теперь живёт со своей женой Эмили Барт и двумя дочерьми — Хейли и Ханной — в Денвере. Эмерсон не собирается возвращаться к актёрской карьере.

## Фильмография

### Кино
| Кино | Кино                           | Кино                          | Кино                | Кино                  |
| Год  | Название                       | В оригинале                   | Роль                | Примечания            |
| ---- | ------------------------------ | ----------------------------- | ------------------- | --------------------- |
| 1986 | Удар туловищем                 | Body Slam                     | Мальчик на парковке | эпизодическая роль    |
| 1987 | Тайна ценой в миллион долларов | Million Dollar Mystery        | Хоуи Бриггс         | роль второго плана    |
| 1988 | Капля                          | The Blob                      | Эдди Бэкнер         | роль второго плана    |
| 1988 | Речные пираты                  | Good Old Boy: A Delta Boyhood | Спит                | одна из главных ролей |

### Телевидение
| Телевидение | Телевидение                 | Телевидение               | Телевидение           | Телевидение         |
| Год         | Название                    | В оригинале               | Роль                  | Примечания          |
| ----------- | --------------------------- | ------------------------- | --------------------- | ------------------- |
| 1982        | Герби, фольксваген-жук      | Herbie, The Love Bug      | Робби МакКлейн        | 5 эпизодов          |
| 1984        | Путь на небеса              | Highway To Heaven         | Донни Уэллс           | 1 эпизод            |
| 1985        | Оборотная сторона           | Wildside                  | Марки Джонсен         | 1 эпизод            |
| 1985        | Альфред Хичкок представляет | Alfred Hitchcock Presents | Мальчик               | 1 эпизод            |
| 1985        | Происки в стране Чудес      | Malice In Wonderland      | Билл Харпер в детстве | телевизионный фильм |
| 1986        | Сумеречная зона             | The Twilight Zone         | Роджер в детстве      | 1 эпизод            |
| 1986        | Охотник Джон                | Trapper John, M.D.        | Морган Кристмас       | 1 эпизод            |
| 1986        | Братья                      | Brothers                  | Гарри                 | 1 эпизод            |
| 1986        | Кое-что общее               | Something In Common       | Джейсон Грант         | телевизионный фильм |
| 1986        | Диснейленд                  | Disneyland                | Гарри                 | 1 эпизод            |
| 1986        | Маленькое чудо              | Small Wonder              | Адам                  | 1 эпизод            |
| 1986        | Ночной суд                  | Night Court               | Эрни                  | 1 эпизод            |
| 1987        | Долли                       | Dolly                     | н/д                   | 1 эпизод            |
| 1988        | Мистер Бельведер            | Mr. Belvedere             | Вэнс                  | 1 эпизод            |
| 1988        | Чудесные годы               | The Wonder Years          | Первый мальчик        | 2 эпизода           |
| 1990—1991   | Беверли-Хиллз, 90210        | Beverly Hills 90210       | Скотт Скэнлон         | 26 эпизодов         |
| 1991        | Изящный цветок              | Blossom                   | Второй мальчик        | 1 эпизод            |